# Октябрська селищна адміністрація (Лисаковська міська адміністрація)
Октя́брська селищна адміністрація (каз. Октябрь кенттік әкімдігі, рос. Октябрьская поселковая администрация) — адміністративна одиниця у складі Лисаковської міської адміністрації Костанайської області Казахстану. Адміністративний центр та єдиний населений пункт — селище Октябрський.
Населення — 3647 осіб (2021; 3737 у 2009, 3633 у 1999, 3541 у 1989).